# Майже многокутник

Щільний майже многокутник із діаметром d = 2

Майже многокутник — це геометрія інцидентності, запропонована Ернестом Е. Шультом і Артуром Янушкою 1980 року. Шульт і Янушка показали зв'язок між так званими тетраедрично замкнутими системами прямих в евклідових просторах і класом геометрій точка/пряма, які вони назвали майже многокутниками. Ці структури узагальнюють нотацію узагальнених многокутників, оскільки будь-який узагальнений 2n-кутник є майже 2n-кутником певного виду. Майже многокутники інтенсивно вивчалися, а зв'язок між ними і подвійними полярними просторами показано в 1980-х роках і початку 1990-х. Деякі спорадичні прості групи, наприклад, група Голла — Янко і групи Матьє, діють як групи автоморфізмів на майже многокутниках.

## Визначення
Майже {\displaystyle 2d}-кутники — це структура інцидентності ({\displaystyle P,L,I}), де {\displaystyle P} — множина точок, {\displaystyle L} — множина прямих, а {\displaystyle I\subseteq P\times L} — відношення інцидентності, таке, що:
- Найбільша відстань між двома точками (так званий діаметр) дорівнює d.
- Для будь-якої точки {\displaystyle x} і будь-якої прямої {\displaystyle L} існує єдина точка на {\displaystyle L}, найближча до {\displaystyle x}.

Зауважимо, що відстань вимірюється в термінах колінеарного графу точок, тобто графу, утвореного з точок як вершин, і пара вершин з'єднана ребром, якщо вони інцидентні одній прямій. Ми можемо також дати альтернативне визначення в термінах теорії графів. Майже {\displaystyle 2d}-кутник — це зв'язний граф скінченного діаметра d з властивістю, що для будь-якої вершини x і будь-якої максимальної кліки M існує єдина вершина x у M, найближча до x. Максимальна кліка такого графа відповідає прямим у визначенні структури інцидентності. Майже 0-кутник (d = 0) — це єдина точка, тоді як майже 2-кутник (d = 1) — це просто одна пряма, тобто повний граф. Майже квадрат (d = 2) — це те саме, що й (можливо, вироджений) узагальнений чотирикутник. Можна показати, що будь-який узагальнений 2d-кутник є майже {\displaystyle 2d}-кутником, що задовольняє двом додатковим умовам:
- Будь-яка точка інцидентна щонайменше двом прямим.
- Для будь-яких двох точок x, y на відстані i < d існує єдина сусідня точка для y на відстані i − 1 від x.

Майже многокутник називають щільним, якщо будь-яка пряма інцидентна щонайменше трьом точкам і якщо дві точки на відстані два мають щонайменше дві спільні сусідні точки. Кажуть, що многокутник має порядок (s, t), якщо будь-яка пряма інцидентна рівно s + 1 точці і будь-яка точка інцидентна рівно t + 1 прямій. Щільні майже многокутники мають багату теорію і деякі їх класи (такі як тонкі щільні майже многокутники) повністю класифіковано.
Підпростір X простору P називають опуклим, якщо будь-яка точка на найкоротшому шляху між двома точками з X також міститься в X.

## Приклади
- Всі зв'язні двочасткові графи є майже многокутниками. Фактично, будь-який майже многокутник, що має рівно дві точки на пряму, повинен бути зв'язним двочастковим графом.
- Всі скінченні узагальнені многокутники, за винятком проєктивних площин.
- Всі двоїсті полярні простори[en].
- Майже восьмикутник Голла — Янко, відомий також як майже восьмикутник Коена — Тітса[5], пов'язаний з групою Голла — Янко. Його можна побудувати, вибравши клас спряженості 315 центральних інволюцій групи Голла — Янко як точки і триелементні підмножини {x, y, xy} як прямі, якщо x і y комутують.
- Майже многокутник M24, пов'язаний із групою Матьє M24 і розширеним двійковим кодом Голея. Восьмикутник будується з 759 октад (блоків) схеми Вітта S(5, 8, 24), що відповідають кодам Голея, як точок і трійок трьох попарно не перетинних вісімок як прямих[6].
- Візьмемо розбиття множини {1, 2,…, 2n + 2} на n + 1 підмножину з 2 елементів як точки, і розбиття на n − 1[7] підмножину з двох елементів і одну підмножину з 4 елементів як прямі. Точка інцидентна прямій тоді й лише тоді, коли вона (як розбиття) є уточненням прямої. Це дає нам 2n-кутник з трьома точками на кожній прямій, який зазвичай позначаються як Hn. Повна група автоморфізмів цього майже многокутника — S2n+2[8].

## Правильні майже многокутники
Скінченний майже {\displaystyle 2d}-кутник S називають правильним, якщо він має порядок {\displaystyle (s,t)} і якщо існують константи {\displaystyle t_{i},i\in \{1,\ldots ,d\}}, такі, що для будь-яких двох точок {\displaystyle x} і {\displaystyle y} на відстані {\displaystyle i} існує рівно {\displaystyle t_{i}+1} прямих, що проходять через {\displaystyle y} і містять (обов'язково єдину) точку на відстані {\displaystyle i-1} від {\displaystyle x}. Виявляється, що правильні майже {\displaystyle 2d}- кутники — це точно ті майже {\displaystyle 2d}-кутники, точкові графи яких є дистанційно-регулярними графами. Узагальнений {\displaystyle 2d}-кутник порядку {\displaystyle (s,t)} — це правильний майже {\displaystyle 2d}-кутник з параметрами {\displaystyle t_{1}=0,t_{2}=0,\ldots ,t_{d}=t}.